# Impasse Marie-Blanche
Impasse Marie-Blanche är en återvändsgata i Quartier des Grandes-Carrières i Paris 18:e arrondissement. Impasse Marie-Blanche, som börjar vid Rue Constance 9 och Rue Cauchois 19, är uppkallad efter hustrun eller dottern till en tidigare fastighetsägare i grannskapet.

## Omgivningar
- Maison Eymonaud
- Hôtel de l'Escalopier
- Montmartrekyrkogården
- Sainte-Geneviève des Grandes-Carrières

## Bilder
| - Hôtel de l'Escalopier. - Sainte-Geneviève des Grandes-Carrières. |

## Kommunikationer
- Tunnelbana – linje  – Blanche
- Busshållplats Tholoze – Paris bussnät, linje 40

### Webbkällor
- ”Impasse Marie-Blanche”. Mairie de Paris. http://www.v2asp.paris.fr/commun/v2asp/v2/nomenclature_voies/Voieactu/5995.nom.htm. Läst 27 februari 2021.
- ”Impasse Marie-Blanche”. Les rues de Paris. https://www.parisrues.com/rues18/paris-18-impasse-marie-blanche.html. Läst 27 februari 2021.